# Karaszuk-kultúra
A Karaszuk-kultúra bronzkori régészeti kultúra volt a Minuszinszk-medencében a Jenyiszej, valamint az Ob felső folyása mentén  az i. e. 1500–800 közötti időszakban.  A Karaszuk-kultúra törzsei az i. e. 14. században kiszorították a Minuszinszk-medencéből az andronovói családba tartozó Fjodorovó-kultúra jenyiszeji változatának népét.  A karaszukiak etnikailag különböztek mind az andronovóiaktól, mind a kínaiaktól.  A fjodorovóiak ezután Közép-Ázsiába vándoroltak.  A karaszukiak főleg juh- és marhatartók voltak. Kiterjedt fémművességgel rendelkeztek, jellegzetes volt a hajlított bronzkésük. Kantárleletek alapján a lovaglás kezdeteit képviselték a szibériai sztyeppén. hatásuk Nyugat-Szibériában és Közép-Ázsiában messzebre terjedt, mint az andronovói kultúráé.  I. e. 700 körül a Tagar-kultúra váltotta fel. 

## Jellemzői
A kultúra jellemzői: 
- állattenyésztés (a földművelés nyomaival)
- bronz eszközök (az északkelet-kínaihoz hasonló kések). Ezen belül öt csoport különböztethető meg: [9]
  - nyugatról kelet felé terjedő andronovói bronz
  - minuszinszk-medencei eredetű nyugat felé terjedő andronovói bronz
  - a kerámiával együtt terjedő bronz
  - közép-ázsiai eredetű bronz, amelyik a kultúra második szakaszában szivárgott be a Minuszinszk-medencébe
  - a kultúra saját fejlesztésű bronz anyaga
- az északkelet-kínaihoz és belső-mongóliaihoz hasonló kerámia
- kőciszternába való temetkezés (az északkelet-kínaihoz hasonló)
- europoid koponyák
- Y-kromoszóma haplocsoport R1a (< Dél-Ázsia ?)
- mtDNS U5a1 és U4

## Története
A Karaszuk-kultúra egyik legfontosabb komponense a nyugatról érkezett andronovói kultúra, egyéb komponenseit ezen túl a helyi afanaszjevói, okunyevói, valamint a szomszédos Mongólia, Kazahsztán és Kína kultúráiban keresik. A Karaszuk-kerámia kapcsolatba hozható a Bajkálon túli táblasíros kultúra a kazahsztáni Begazi–Dandibaj-kultúra és az Ob-vidéki Irmeny-kultúra és Elovkai kultúra kerámiáival. 
A Karaszuk-kultúra két korszakra bontható, amelyek határa az i. e. 2. és 1. évezred fordulója, a második korszak a köves kurgánok periódusa. 